# ماتياس هيرمان
ماتياس هيرمان (بالألمانية: Mathias Herrmann)‏ هو ممثل ألماني، ولد في 16 يوليو 1962 في ألمانيا.

## أعمال

### أفلام
- (2005) ميلاد مجيد[2]
- (2009) جون رابي[3]

## وصلات خارجية
- ماتياس هيرمان على موقع IMDb (الإنجليزية)
- ماتياس هيرمان على موقع ألو سيني (الفرنسية)
- ماتياس هيرمان على موقع أول موفي (الإنجليزية)
- ماتياس هيرمان على موقع قاعدة بيانات الأفلام السويدية (السويدية)
- ماتياس هيرمان على موقع قاعدة بيانات الفيلم (الإنجليزية)
- ماتياس هيرمان على موقع كينوبويسك (الروسية)